# Redemptor hominis
Redemptor hominis (česky Vykupitel světa) je první encyklika papeže Jana Pavla II. vydaná dne 4. března 1979. Encyklika, která připravuje Církev na třetí tisíciletí, se zabývá člověkem, jeho strachem a jeho spásou (personalismus). Další pojednání kritizuje ateistické vlády. Podle církve je těžké přijmout třeba i jen z „čistě lidského hlediska“ stanovisko, podle něhož pouze ateismus má občanské právo ve veřejném a společenském životě, zatímco věřící, jaksi ze zásady, jsou sotva trpěni, anebo se s nimi jedná jako s občany nižší třídy, či dokonce – i to se již stalo – jsou zcela zbaveni občanských práv.